# Eugene Beier
Eugene William Beier (* 30. Januar 1940 in Harvey (Illinois)) ist ein amerikanischer Physiker.
Beier studierte an der Stanford University mit dem Bachelor-Abschluss 1961 und an der University of Illinois mit dem Master-Abschluss 1963 und der Promotion 1966. Er wurde 1967 Assistant Professor und 1979 Professor an der University of Pennsylvania.
Beier befasste sich seit Ende der 1970er Jahre mit Neutrino-Physik, zuerst am Brookhaven National Laboratory (Experiment 734), dann als Teil von Kamiokande II (ab 1984), wo die Beobachtung von Neutrinos von SN 1987A, die direkte Beobachtung von Sonnenneutrinos und von Neutrinooszillationen gelang (ein Myon-Neutrino Defizit, 1988 entdeckt und Atmosphärische Neutrino Anomalie genannt und 1998 als Folge von Neutrinooszillationen nachgewiesen). Später war er am Sudbury Neutrino Observatory. Er sucht Ende der 2000er Jahre nach neutrinolosem Doppelten Betazerfall.
2008 erhielt er den Panofsky-Preis. 1998/99 war er Stipendiat der US-amerikanischen John-Simon-Guggenheim-Gedächtnis-Stiftung (Guggenheim Fellow). Er ist Fellow der American Physical Society. 1989 erhielt er den Bruno-Rossi-Preis mit dem Kamiokande II Team.